# Mihoko Fujimura
Mihoko Fujimura, jap. 藤村 実穂子, Fujimura Mihoko (geb. 1966 in der Präfektur Gifu) ist eine japanische Opernsängerin (Dramatischer Sopran/Mezzosopran).

## Leben
Mihoko Fujimura wurde in Japan geboren und studierte in der National University for Fine Arts and Music Tokyo Tōkyō Geijutsu Daigaku sowie an der Hochschule für Musik und Theater München. Sie wurde international bekannt durch ihre Auftritte bei den Münchner Opernfestspielen 2002 sowie bei den Bayreuther Festspielen. Sie ist ständiger Gast beim Royal Opera House Covent Garden, Teatro alla Scala, der Bayerischen Staatsoper, Wiener Staatsoper, dem Théâtre du Châtelet, Teatro Real Madrid, der Deutschen Oper Berlin, dem Maggio Musicale Fiorentino, Lucerne Festival und Festival d’Aix-en-Provence.
Ihr Rollenrepertoire umfasst u. a. die Kundry in Parsifal, die Brangäne in Tristan und Isolde, die Fricka, Erda, Waltraute im Ring des Nibelungen, Octavian im Rosenkavalier, Carmen in der gleichnamigen Oper, Mélisande in Pelléas et Mélisande, die Eboli in Don Carlos, die Azucena in Der Troubadour, die Amneris in Aida, die Suzuki in Madame Butterfly, den Idamante in Idomeneo.
Die Mezzosopranistin ist eine vielgebuchte Konzert-, Lied- und Oratoriensängerin. In ihrem Konzertrepertoire finden sich Verdis Requiem, Gustav Mahlers Lied von der Erde, die Rückert-Lieder, die Lieder aus des Knaben Wunderhorn, Richard Wagners Wesendonck-Lieder, die Gurre-Lieder von Arnold Schönberg etc. 
Sie ist ständiger Gast bei den Wiener Philharmoniker, Berliner Philharmoniker, Symphonieorchester des Bayerischen Rundfunks, Royal Concertgebouw (Amsterdam), London Symphony Orchestra, London Philharmonic Orchestra, Orchester der Accademia di Santa Cecilia Rom, Münchner Philharmoniker, Orchestre de Paris, Orchestre National de France, Lucerne Festival Orchestra, Philadelphia Orchestra, National Symphony Orchestra Washington, Montreal Symphony Orchestra, Bamberger Symphoniker, Gewandhausorchester, Mahler Chamber Orchestra.
Mihoko Fujimura arbeitet mit Dirigenten wie Christian Thielemann, Claudio Abbado, Christoph Eschenbach, Mariss Jansons, Bernard Haitink, Colin Davis, Zubin Mehta, Charles Dutoit, Michael Gielen, Kent Nagano, Andris Nelsons, Jonathan Nott, Myung-Whun Chung, Semjon Bytschkow, Franz Welser-Möst, Donald Runnicles, Daniele Gatti, Ádám Fischer, Fabio Luisi, Daniel Harding, Kurt Masur und Peter Schneider zusammen.
Mihoko Fujimura wohnt in Südbayern. Als große sängerische Vorbilder bezeichnete sie gegenüber dem Fachjournalisten Kai Luehrs-Kaiser Regina Resnik und die Jazz-Sängerin Billie Holiday.